# インド化 (東南アジア)
インド化（インドか）とは東南アジア史における術語であり、古代においてこの地域がインド文明を受容した現象をさす。

## 概要
東南アジアと呼ばれる地域は、古来インドとの関係が深いことは当たり前であるとされ、従来の研究においてこの地域は「インド化」（Hindouisé, Inidianized）された国々と考えられてきている。これは、セデス（George Cœdès）が提唱して以来、受容されてきた考え方である。
　セデスの言う「インド化」とは、
1. ヒンドゥー教もしくは大乗仏教
2. それらに基づくインド王権概念
3. ヒンドゥーのプラーナ神話
4. 宗教法典「ダルマシャーストラ」
5. インドの古典語サンスクリット

以上のインド文明の5つの要素をワンセットとして組織的に受容することである。このインド化により、東南アジアに古代国家が形成されたと考えられてきた。
　その後の研究の進展により、セデスの定義に修正する形で東南アジアにおける古代国家形成の解釈が成立してきた。第一に、組織化されたインド文明が東南アジアに到来したのは4世紀～5世紀頃のことであり、第二に、交易の利益に基づく政権を作る支配者たちが選択的に地方化する形でインド文明を受容したことなどである。